# Fukui Rion
Fukui Rion (sinh ngày 1 tháng 10 năm 2000) là một cầu thủ bóng đá người Nhật Bản.

## Sự nghiệp câu lạc bộ
Fukui Rion hiện đang chơi cho FC Ryukyu.